# 迈克尔·舒勒
迈克尔·舒勒（英語：Michael Schuler，1901年11月8日—1974年1月14日），美国男子竞技体操运动员。他曾代表美国获得1932年夏季奥运会体操比赛男子团体全能银牌。他于1974年在新泽西州西纽约去世。